# 1436
سنة 1436 كانت سنة كبيسة تبدأ يوم الأحد (الرابط يظهر نموذج التقويم الكامل للسنة) من التقويم اليولياني.

## أحداث
- تأسيس مدينة كيشيناو وتقع حاليا في مولدوفا.
- تأسيس مدينة بونه وتقع حاليا في الهند.

## مواليد
- ابن المبرد

## وفيات
عبد الله عاهل السعودية
عبد الله بن عبد العزيز آل سعود
ابن العرندس الحلي